# Hirayachi

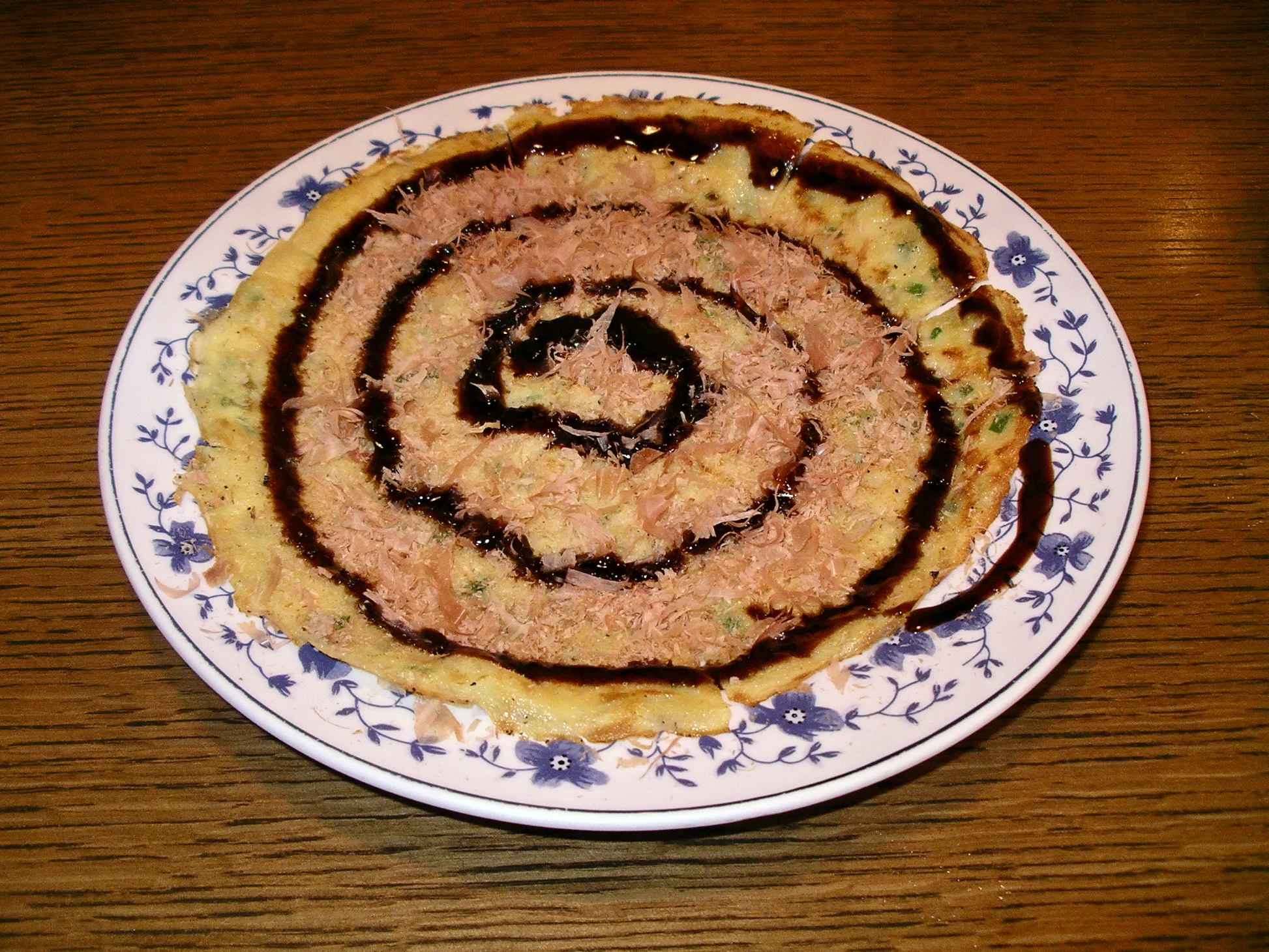
Hirayachi, la versión de Okinawa del hirayaki (panqueque salado).

El hirayachi (ひらやちー?) es un plato de Okinawa muy simple parecido a un panqueque hecho con huevo, harina, sal, pimienta y cebolleta, frito con un poco de aceite en una sartén. Es parecido a un tipo muy simple de okonomiyaki.